# Dirk Kuijt
Dirk Kuijt (a médiában gyakran Dirk Kuyt) (kiejtése: 'diɹk 'kəˑɟt) (Katwijk aan Zee, 1980. július 22. –) visszavonult holland labdarúgó. Csatárként kezdte pályafutását, ám a Liverpoolban szélsőként játszott, a holland labdarúgó-válogatottban is ezen a poszton szerepelt.
Kuijt 1998-ban az FC Utrechtben kezdte el a pályafutását és gyorsan felkerült az első csapatba. A klubnál töltött öt év alatt egy Holland-kupát nyert, és egyszer volt Az év holland labdarúgója
Ezt követően 1 millió euróért hagyta el az Utrechtet és szerződött a Feyenoordba. 2005-ben csapatkapitány lett a rotterdami klubnál; ő szerezte a legtöbb gólt három egymást követő szezonban, 2004–05 szezonban az Eredivisie gólkirálya lett, és a 2005–06-os idényben ismét elnyerte a holland aranycipőt. Kuijt 1999-től 2006-ig csak öt mérkőzést hagyott ki, 179 egymást követő mérkőzésen játszott 2001–06 között.
Három év után elhagyta Feyenoordot, 101 bajnoki mérkőzésen 71 gólt szerzett, a Premier League-ben szereplő Liverpool 10 millió fontért igazolta le. Gólt szerzett az AC Milan elleni 2–1-re elveszített bajnokok ligája döntőn.
2004-ben debütált a holland labdarúgó-válogatottban Liechtenstein ellen. Hollandiával négy jelentős nemzetközi versenyen szerepelt, a 2006-os a 2010-es és a 2014-es labdarúgó világbajnokságon. Illetve a 2008-as EB-n

## Pályafutása

### Kezdetek

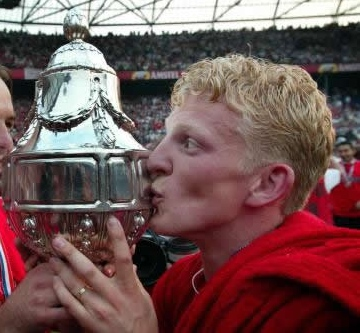
Kuijt ünnepel miután az FC Utrecht-tel megnyerte a holland labdarúgókupát.

Dirk Kuijt egy kis halászfaluban, Katwijk aan Zee-ben született, majd  ötéves  korában a helyi Quick Boys amatőr csapatában kezdett el futballozni. 12 éves korában választania kellett, hogy halász lesz, mint édesapja, vagy a sportot folytatja és beteljesíti álmát, hogy profi labdarúgó legyen. Szerencsére az utóbbit választotta, és 1998 nyarán, csak hat szereplést követően a Quick Boys felnőtt csapatában, 18 évesen a holland élvonalbeli FC Utrecht megkötötte vele első profi szerződését.

### FC Utrecht
Kuijt ekkor még csak 18 éves volt, de azonnal megszilárdította pozícióját az első csapatban. Mindazonáltal gyakrabban szerepelt szélsőként, hogy a montenegrói Igor Gluščević játsszon elől.
A 2002–03-as szezonban az új edző Foeke Booy támadó középpályásként játszatta, és Kuijt a bajnokság végére elérte a 20 bajnoki gólt. Az Utrecht-el bejutottak a Holland labdarúgókupa döntőjébe, ahol a Feyenoord ellen játszottak.
Bár ők voltak az esélytelenebbek, az Utrecht simán 4–1-re nyerte a döntőt, Kuijt egy gólt szerzett és őt választották meg a mérkőzés emberének. A szezon befejeztével 1 millió euróért szerződtette a Feyenoord.

### Feyenoord
Feyenoordnál Kuijt azonnal a szurkolók kedvence lett. Az első idényében 20 gólt lőtt a bajnokságban.
A 2004-05-ös szezonban
Kuijt meglőtte az első mesterhármast a De Graafschap ellen. Később a Den Haag elleni 6–3 győzelem során újabb mesterhármast lőtt. A szezon végén ő lett az Eredivisie gólkirálya 29 találattal.
2005-ben Kuijt lett a Feyenoord csapatkapitánya, a szezon végén minden kiírás figyelembe véve 25 gólt lőtt.
2006 nyarán Kuijtöt több angol klubba hozták szóba, főleg a Liverpoolal és Newcastle Unitedel. Kuijt augusztus 18-án a Liverpoolba szerződött körülbelül 10 millió fontért.
Kuijt 1999-től 2006-ig csak öt mérkőzést hagyott ki, hét szezon alatt 233 meccsen játszott. 2001 márciusa és 2006 áprilisa között 179 egymást követő mérkőzést játszott.

## Liverpool

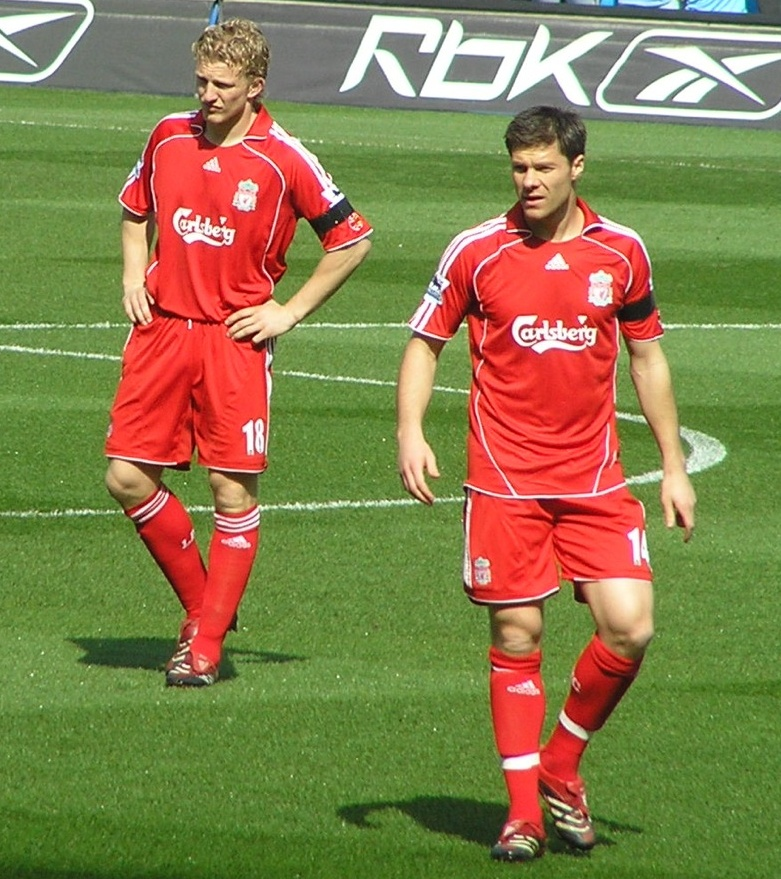
Kuijt (balra) korábbi csapattársával Xabi Alonso-val a Liverpool-ban.

### 2006-07-es szezon
Kuijt 2006. augusztus 18-án 4 évre szóló szerződést írt alá az angol Liverpool csapatánál, vételi ára mintegy 10 millió font volt.
A Liverpoolba 2006. augusztus 26-án csereként mutatkozott be West Ham ellen. Kezdőként először a PSV elleni bajnokok ligája mérkőzésen játszott.
Első gólját 2006 szeptember 20-án a Newcastle United ellen szerezte a bajnokságban az Anfielden, majd a következő játéknapon ismét betalált, ezúttal a Tottenham Hotspurnek. A harmadik gólját az Aston Villa elleni 3–1-es győzelem alkalmával az Anfielden, amelyet az édesapja a helyszínen tekintett meg. Két héttel később ő szerezte mindkét gól a Reading elleni siker során.
A korai népszerűségének oka az udvariassága a szurkolók felé. Mindegyik mérkőzése után körbejárja a pályát és megtapsolja a szurkolókat.
2007. január 20-án Dirk Kuijt 4 perccel a kezdés után Peter Crouch passzából gólt lőtt a Chelsea ellen. Liverpool  2–0-ra győzte le hazai pályán az előző idény bajnokát. Ez volt Rafael Benítez első győzelme José Mourinho ellen a Premier League-ben.
Kuijt főszerepet játszott a Chelsea elleni büntetőpárbajban a 2006–2007-es UEFA-bajnokok ligája elődöntőben, ő lőtte be a döntőt érő gól. A döntőben is gólt lőtt, de ez már csak a szépítésre volt elég, Filippo Inzaghi két góljával 2–1-re kikaptak.

### 2007-08-as szezon
Az első gólját a szezonban a bajnokok ligája selejtezőjében a Toulouse feletti 4–0-s győzelemkor lőtte, egyből kettőt. A Merseyside derbyn az Everton ellen két gólt szerzett büntetőből, végül 2–1-re győztek. 2007–08-as BL csoportkörében gólt szerzett a Porto és a Marseille ellen. 2008. február 19-én Kuijt gólt szerzett a BL-nyolcaddöntőbe az Internazionale elleni 2–0-s győzelem során hazai közönség előtt. A bajnokságban a 13. fordulóban gólt lőtt a Newcastle-nek.
2008. április 2-án Kuijt egyenlítő gólt rúgott az Arsenal ellen az Emirates-ben a BL-negyeddöntőben. Április 22-én az elődöntőben a félidő előtt a 43. percben rúgott gólt a Chelsea-nek. Végül 4–3-as összesítéssel a Kékek jutottak a döntőbe a Manchester United ellen. A szezont összesítve 11 góllal zárta.

### 2008-09-es szezon
Dirk Kuijt szerzett az egyetlen gólt Standard Liège elleni BL selejtezőn a hosszabbítás 118 percében.
A következő mérkőzésén a Manchester United ellen gólpasszt adott Ryan Babelnek és ezzel állították be a 2–1-es győzelmet.
A BL csoportkörben gólt lőtt a PSV Eindhovennek, ezenkívül a negyeddöntőben a Chelsea-nek lőtt még egy gólt.
A szezon során a bajnokságban 12 gólt szerzett, ebből kettőt a Manchester City-nek, a Hull City-nek, és a Wigan-nek, egyet a Tottenham-nek, a Bolton-nak, a Portsmouth-nak, az Aston Villának, a Newcastle United-nek és a West Bromwich Albion-nak.

### 2009-10-es szezon
Kuijt a második fordulóban gólt szerzett a Stoke City ellen, majd három fordulóval később a Burnley ellen is betalált. A következő fordulóban ismét góllal vette ki a részét a West Ham United legyőzéséből. Az első gólt ő szerezte a Liverpoolnak a 2009–2010-es BL csoportkörben a Debrecen ellen 1–0-s győzelem során. Ez volt Kuijt 12. európai kupagólja. Szezonbeli negyedik gólját az Everton ellen, a Mersey-parti rangadón rúgta. Az Arsenal ellen is betalált, de ez kevés volt a győzelemhez. A Tottenham viszont kétszer is betalált, így 2–0-ra győztek. A Bolton ellen ismét gólt szerzett, majd egy hét múlva február 6-án ismét betalált az Everton ellen, mindkét mérkőzésen győztek, utóbbin Dirk megszerezte az 50. liverpooli gólját minden kiírást figyelembe véve. Április 8-án az Európa-ligában a Benfica elleni negyeddöntő visszavágóján gólt szerzett.
Kuijt a 200. liverpooli mérkőzését a Hull City elleni szezonzáró mérkőzésen játszotta.

### 2010-11-es szezon
Első gólját a szezonban a Trabzonspor ellen szerezte még a 2010–2011-es Európa-liga selejtezőiben. A bajnokságban a Sunderland ellen talált be először. Következő gólját a West Ham 3–0-s legyőzésekor lőtte büntetőből, majd két héttel később a Newcastle ellen is betalált.

## A válogatottban

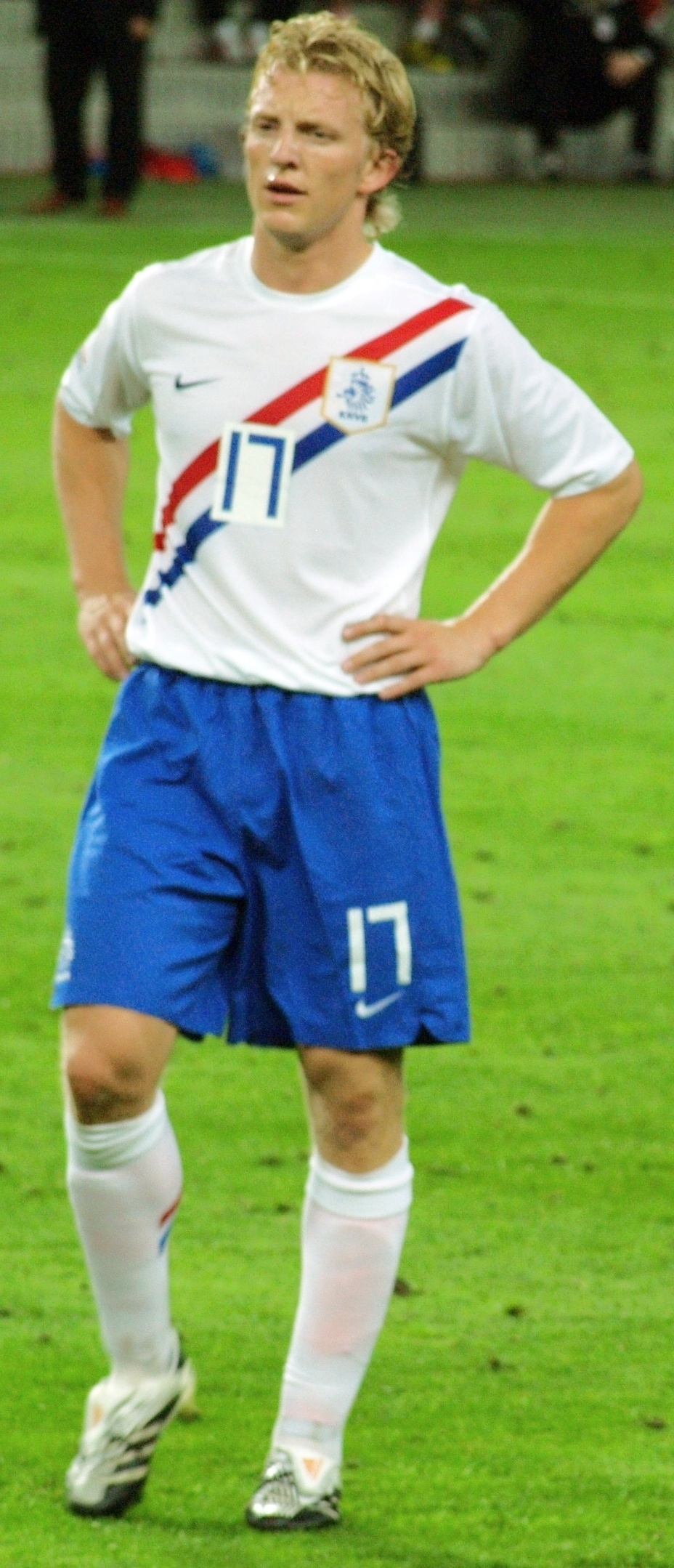
Kuijt Hollandia színeiben

2004-ben Marco van Basten irányítása alatt debütált a Holland válogatottban Liechtenstein ellen. Azóta is meghatározó tagja a nemzeti együttesének, a 2006-os Vb-selejtezőkön tizenkét mérkőzésen játszott, ezeken összesen három gólt szerzett, Macedónia, Románia és Finnország ellen.

### 2006-os labdarúgó-világbajnokság
A 2006-os Vb-n a csoportkörben két mérkőzésen játszott, Szerbia és Montenegró ellen csereként lépett pályára, Elefántcsontpart
ellen nem játszott, majd az utolsó csoportmeccsen Argentína ellen végig a pályán maradt. Az egyeneskieséses szakaszban a nyolcaddöntőben a portugálok ellen végig játszott a híres nürnbergi csatában, amelyen 16 sárga- és 4 piros lap villant (mindkettő rekord egy mérkőzésen), Maniche góljával a Portugália jutott tovább.

### 2008-as labdarúgó-Európa-bajnokság
Kuijt természetesen tagja volt a 2008-as Eb-n a holland keretnek. Mindhárom csoportmérkőzésen játszott, az első mérkőzésen június 9-én az olaszok ellen kezdőként játszott és a 31. percben gólpasszt adott Wesley Sneijder-nek, majd a 67. percben ismét egy gólpasszal ajándékozta meg csapattársát Giovanni van Bronckhorst, mérkőzés végeredmény 3-0 Hollandia javára. A következő június 13-i meccsen Franciaország ellen ő szerezte az első gólt a 9. percben egy szöglet után fejjel, ez volt a nyolcadik találata a válogatottban, a mérkőzést az Oranje nyerte 4-1-re. Az utolsó csoportmérkőzésen csereként állt be Arjen Robben helyére a 61. percben Románia ellen. Kuijt mindhárom mérkőzésen szélsőként játszott. Hollandia csoportelsőként három győzelemmel jutott tovább. A negyeddöntőkben az oroszokkal kerültek össze, Dirket a 46. percben lecserélték, végül a hosszabbításban még két gólt kaptak, ezért Oroszország jutott tovább egy 3–1-es győzelemmel.

### 2010-es labdarúgó-világbajnokság
A 2010-es Vb-selejtezőkön egy gólt lőtt Skóciaellen, kettőt pedig Macedóniának. Kuijt tagja volt a 2010-es Dél-Afrikai világbajnokság Bert van Marwijk vezette holland keretnek. Az első csoportmeccsen június 14-én Dánia ellen a 85. percben gólt szerzett, végül2-0-ra győztek, azon a mérkőzésen klubbéli csapattársa Daniel Agger öngólt lőtt. Június 19-én Japán ellen is végig a pályán volt, az egy gólt hozó győztes 90 percen. Június 24-én Kamerun ellen 66 percet töltött a pályán. Hollandia veretlenül jutott tovább a csoportkörből. A nyolcaddöntőben Szlovákia ellen is végig játszott, sőt a 84. percben gólpasszt adott Wesley Sneijder-nek, a rosszul kimozduló szlovák kapus Ján Mucha mellett tolta meg a labdát, ezután lepasszolta a berobbanó Sneijder-nek, akinek már csak be kellett rúgnia, ami meg is történt így 2-1-re győztek és továbbjutottak a negyeddöntőbe. Ott az ötszörös világbajnok Brazíliával kerültek össze, ismét gólpasszt adott Wesley Sneijder-nek a 68. percben, akinek a két góljával mentek tovább, Kuijt végigjátszotta a mérkőzést. A döntőbe jutásért Uruguayal mérkőztek meg, ezúttal Robben-nek adott gólpasszt a 73. percben, szoros meccsen 3-2-es eredménnyel jutottak be a fináléba. Az elveszített döntőben 71 percet játszott.

### 2012-es labdarúgó-Európa-bajnokság
A 2012-es Eb-selejtezőkön gólt szerzett San Marino ellen tizenegyesből, Svédország ellen viszont sérülést szenvedett, aminek következményeképpen három-négy hetet kellett kihagynia.

## Magánélete
Kuijt nős, felesége Gertrude, dolgozott ápolóként egy öregek otthonában, lányuk, Noelle születéséig.
Feleségével gyakran jótékonykodnak, Kuijt a mérkőzéseken viselt mezét szokta licitre bocsátani.
Közösen megalapították a Dirk Kuijt Alapítványt, hogy segítséget nyújthassanak a hollandiai- és a harmadik világban hátrányban lévő gyermekeknek.
Kuijt édesapja 2007 június 29-én halt meg rákban.

## Sikerei, díjai

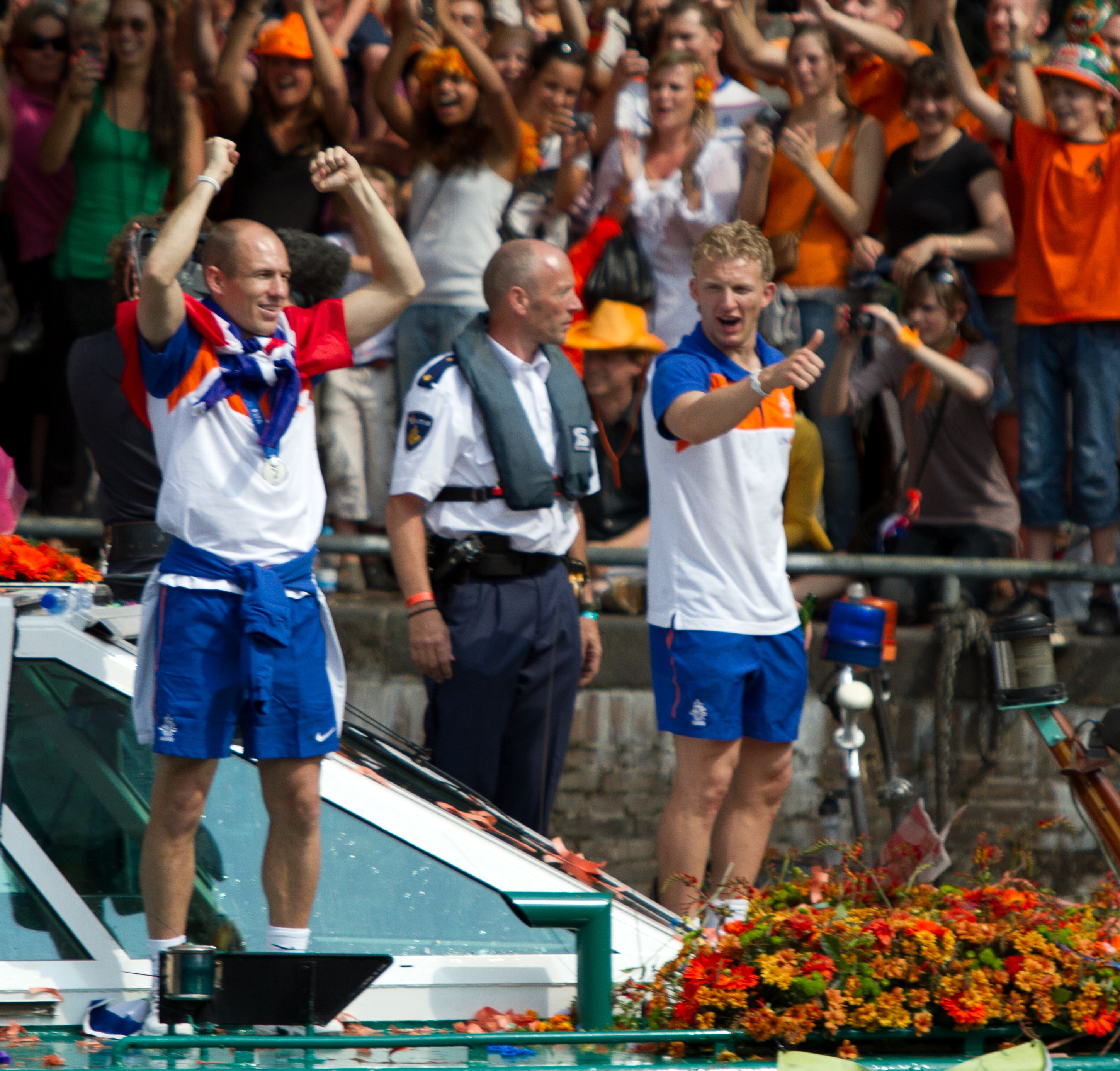
Kuijt Arjen Robben-nel az ünnepi hajón Amszterdamban a világbajnokság után.

### Csapatbeli eredményei
Utrecht
- Holland kupa: 2002–03

 Liverpool FC
- Bajnokok Ligája ezüstérmes: 2006–07
- Angol ligakupa : 2011–12

### Hollandia
- Labdarúgó-világbajnokság ezüstérmes: 2010

### Egyéni eredményei
- Eredivisie gólkirálya: 2005
- Holland aranycipő: 2003, 2006

## Statisztikái

### Válogatottbeli góljai
| Gól | Dátum               | Helyszín                                           | Ellenfél         | Gólja | Végeredmény | Kiírás                             |
| --- | ------------------- | -------------------------------------------------- | ---------------- | ----- | ----------- | ---------------------------------- |
| 1.  | 2004. október 9.    | Szkopje városi Stadion, Szkopje, Macedónia         | Észak-Macedónia  | 2–1   | 2–2         | 2006-os Vb-selejtező               |
| 2.  | 2005. június 4.     | De Kuip, Rotterdam, Hollandia                      | Románia          | 2–0   | 2–0         | 2006-os Vb-selejtező               |
| 3.  | 2005. június 8.     | Olinmpiai Stadion, Helsinki, Finnország            | Finnország       | 0–2   | 0–4         | 2006-os Vb-selejtező               |
| 4.  | 2006. március 1.    | Amsterdam ArenA, Amszterdam, Hollandia             | Ecuador          | 1–0   | 1–0         | Barátságos                         |
| 5.  | 2006. szeptember 6. | Philips Stadion, Eindhoven, Hollandia              | Fehéroroszország | 3–0   | 3–0         | 2008-as Eb-selejtező               |
| 6.  | 2007. augusztus 22. | Stade de Genève, Genf, Svájc                       | Svájc            | 2–1   | 2–1         | Barátságos                         |
| 7.  | 2008. május 24.     | De Kuip, Rotterdam, Hollandia                      | Ukrajna          | 1–0   | 3–0         | Barátságos                         |
| 8.  | 2008. június 13.    | Stade de Suisse, Bern, Svájc                       | Franciaország    | 1–0   | 4–1         | 2008-as labdarúgó-Európa-bajnokság |
| 9.  | 2008. november 19.  | Amsterdam ArenA, Amszterdam, Hollandia             | Svédország       | 3–1   | 3–1         | Barátságos                         |
| 10. | 2009. március 28.   | Amsterdam ArenA, Amszterdam, Hollandia             | Skócia           | 3–0   | 3–0         | 2010-es Vb-selejtező               |
| 11. | 2009. április 1.    | Amsterdam ArenA, Amszterdam, Hollandia             | Észak-Macedónia  | 1–0   | 4–0         | 2010-es Vb-selejtező               |
| 12. | 2009. április 1.    | Amsterdam ArenA, Amsterdam, Hollandia              | Észak-Macedónia  | 3–0   | 4–0         | 2010-es Vb-selejtező               |
| 13. | 2009. augusztus 12. | Amsterdam ArenA, Amsterdam, Hollandia              | Anglia           | 1–0   | 2–2         | Barátságos                         |
| 14. | 2010. március 3.    | Amsterdam ArenA, Amsterdam, Hollandia              | Egyesült Államok | 1–0   | 2–1         | Barátságos                         |
| 15. | 2010. június 1.     | De Kuip, Rotterdam, Hollandia                      | Ghána            | 1–0   | 4–1         | Barátságos                         |
| 16. | 2010. június 14.    | Soccer City, Johannesburg, Dél-afrikai Köztársaság | Dánia            | 2–0   | 2–0         | 2010-es labdarúgó-világbajnokság   |
| 17. | 2010. szeptember 3. | Stadio Olimpico, Serravalle, San Marino            | San Marino       | 0–1   | 0–5         | 2012-es Eb-selejtező               |

### Válogatottbeli statisztikái
| Év    | Mérkőzések | Gólok |
| ----- | ---------- | ----- |
| 2004  | 5          | 1     |
| 2005  | 10         | 2     |
| 2006  | 12         | 2     |
| 2007  | 8          | 1     |
| 2008  | 13         | 3     |
| 2009  | 11         | 4     |
| 2010  | 14         | 4     |
| Össz. | 73         | 17    |

### Klubcsapatbeli statisztikái
Utoljára frissítve: 2010. november 20.
| Klub            | Szezon  | Premier League | Premier League | FA-kupa      | FA-kupa      | Ligakupa | Ligakupa | Európai kupaporond | Európai kupaporond | Egyéb | Egyéb | Összesen | Összesen |
| Klub            | Szezon  | Meccs          | Gól            | Meccs        | Gól          | Meccs    | Gól      | Meccs              | Gól                | Meccs | Gól   | Meccs    | Gól      |
| --------------- | ------- | -------------- | -------------- | ------------ | ------------ | -------- | -------- | ------------------ | ------------------ | ----- | ----- | -------- | -------- |
| Liverpool       | 2010–11 | 12             | 3              | 0            | 0            | 0        | 0        | 3                  | 1                  | 0     | 0     | 15       | 4        |
| Liverpool       | 2009–10 | 37             | 9              | 2            | 0            | 1        | 0        | 13                 | 2                  | 0     | 0     | 53       | 11       |
| Liverpool       | 2008–09 | 38             | 12             | 2            | 0            | 0        | 0        | 11                 | 3                  | 0     | 0     | 51       | 15       |
| Liverpool       | 2007–08 | 32             | 3              | 4            | 1            | 0        | 0        | 12                 | 7                  | 0     | 0     | 48       | 11       |
| Liverpool       | 2006–07 | 34             | 12             | 1            | 1            | 2        | 0        | 11                 | 1                  | 0     | 0     | 48       | 14       |
| Összesen        |         | 153            | 39             | 9            | 2            | 3        | 0        | 50                 | 14                 | 0     | 0     | 215      | 55       |
| Klub            | Szezon  | Eredivisie     | Eredivisie     | Holland kupa | Holland kupa | -        | -        | Európai kupaporond | Európai kupaporond | Egyéb | Egyéb | Összesen | Összesen |
| Klub            | Szezon  | Meccs          | Gól            | Meccs        | Gól          | Meccs    | Gól      | Meccs              | Gól                | Meccs | Gól   | Meccs    | Gól      |
| Feyenoord       | 2005-06 | 33             | 22             | 1            | 0            | -        | -        | 2                  | 1                  | 2     | 2     | 38       | 25       |
| Feyenoord       | 2004-05 | 34             | 29             | 3            | 4            | -        | -        | 7                  | 3                  | -     | -     | 44       | 36       |
| Feyenoord       | 2003-04 | 34             | 20             | 2            | 1            | -        | -        | 4                  | 1                  | -     | -     | 40       | 22       |
| Összesen        |         | 101            | 71             | 6            | 5            | –        | –        | 13                 | 5                  | 2     | 2     | 122      | 83       |
| FC Utrecht      | 2002-03 | 34             | 20             | 4            | 2            | -        | -        | 2                  | 1                  | -     | -     | 40       | 23       |
| FC Utrecht      | 2001-02 | 34             | 7              | 3            | 3            | -        | -        | 4                  | 1                  | -     | -     | 41       | 11       |
| FC Utrecht      | 2000-01 | 32             | 13             | 5            | 3            | -        | -        | 0                  | 0                  | -     | -     | 37       | 16       |
| FC Utrecht      | 1999-00 | 32             | 6              | 4            | 4            | -        | -        | 0                  | 0                  | -     | -     | 36       | 10       |
| FC Utrecht      | 1998-09 | 28             | 5              | 2            | 1            | -        | -        | 0                  | 0                  | -     | -     | 30       | 6        |
| Összesen        |         | 160            | 51             | 18           | 13           | –        | –        | 6                  | 2                  | –     | –     | 184      | 66       |
| Karrier összes. |         | 414            | 161            | 33           | 20           | 3        | 0        | 69                 | 21                 | 2     | 2     | 521      | 204      |